# Atiães
Atiães é uma povoação portuguesa sede da Freguesia de Atiães do Município de Vila Verde, freguesia com 3,67 km² de área e 547 habitantes (censo de 2021), e, por isso, uma densidade populacional de 149 hab./km².
Atiães pertenceu ao extinto concelho de Prado até 1855. Já existia no século XI e foi mencionada num documento de 1073. Foi vigairaria da apresentação do cabido bracarense, passando mais tarde a reitoria.
A igreja matriz guarda uma rara imagem setecentista do Sagrado Coração de Maria. O Cruzeiro, datado de 1618, é um dos mais antigos do concelho e o portal da Quinta da Botica, com uma cruz no topo, é um exemplar quinhentista datado de 1526. Existem ainda duas capelas, de S. Sebastião e Santa Marta, localizadas nos lugares com os mesmos nomes. Há também as Quintas do Sobreiro e Gondival.
A Freguesia de Atiães é uma freguesia rural com povoamento disperso. Está servida de boas vias de acesso, e acedida por transportes públicos.

## Demografia
A população registada nos censos foi:
| Distribuição da População por Grupos Etários | Distribuição da População por Grupos Etários | Distribuição da População por Grupos Etários | Distribuição da População por Grupos Etários | Distribuição da População por Grupos Etários |
| -------------------------------------------- | -------------------------------------------- | -------------------------------------------- | -------------------------------------------- | -------------------------------------------- |
| Ano                                          | 0-14 Anos                                    | 15-24 Anos                                   | 25-64 Anos                                   | > 65 Anos                                    |
| 2001                                         | 99                                           | 75                                           | 255                                          | 122                                          |
| 2011                                         | 92                                           | 60                                           | 251                                          | 117                                          |
| 2021                                         | 57                                           | 72                                           | 259                                          | 159                                          |

## Património
- Capela de Santa Marta
- Igreja Paroquial de Atiães ou Igreja de São Tiago

## Lugares
- Bacelo, barra, Bedro, Boco, Bouças, Cancela, Cumieiras, Crasto, Igreja, Eidos de Além, Eidos Novos, Fonte Cristova, Fonte Comba, Ligo de Baixo, Ligo de Cima, Monte, Outeiral, Paço, Ribeira, Rua Nova, Sabariz, Sobreiro, Souto, Traz do Bacelo, Vila Seca e Vila Verde.